# 小名浜地区
小名浜地区（おなはまちく）は、いわき市南東部の地域。小名浜港があり、古くから港町として栄えた。

## 概要
旧・磐城市（いわきし）にあたる。基本的には小名浜港を中心とした旧・小名浜町（小名浜、鹿島町）を指すこともあるが、現在「小名浜地区」と呼ばれる地域は旧・磐城市全域を指すため、旧・泉町など（例：小名浜臨海工業団地）も含む。また、旧・常磐市の地域でも、旧・小名浜町に所属した地域（常磐松久須根・常磐三沢・常磐上矢田）を「常磐地区」ではなく「小名浜地区」に含む場合がある。
そのため本項では、旧・小名浜町域に限定せず、旧・磐城市とその周辺部を「小名浜地区」全体として説明する。
なお、現在使われている、いわき市役所小名浜支所は、1953年に小名浜町役場として落成した建物で、磐城市役所を経て現在に至る。

## 地理

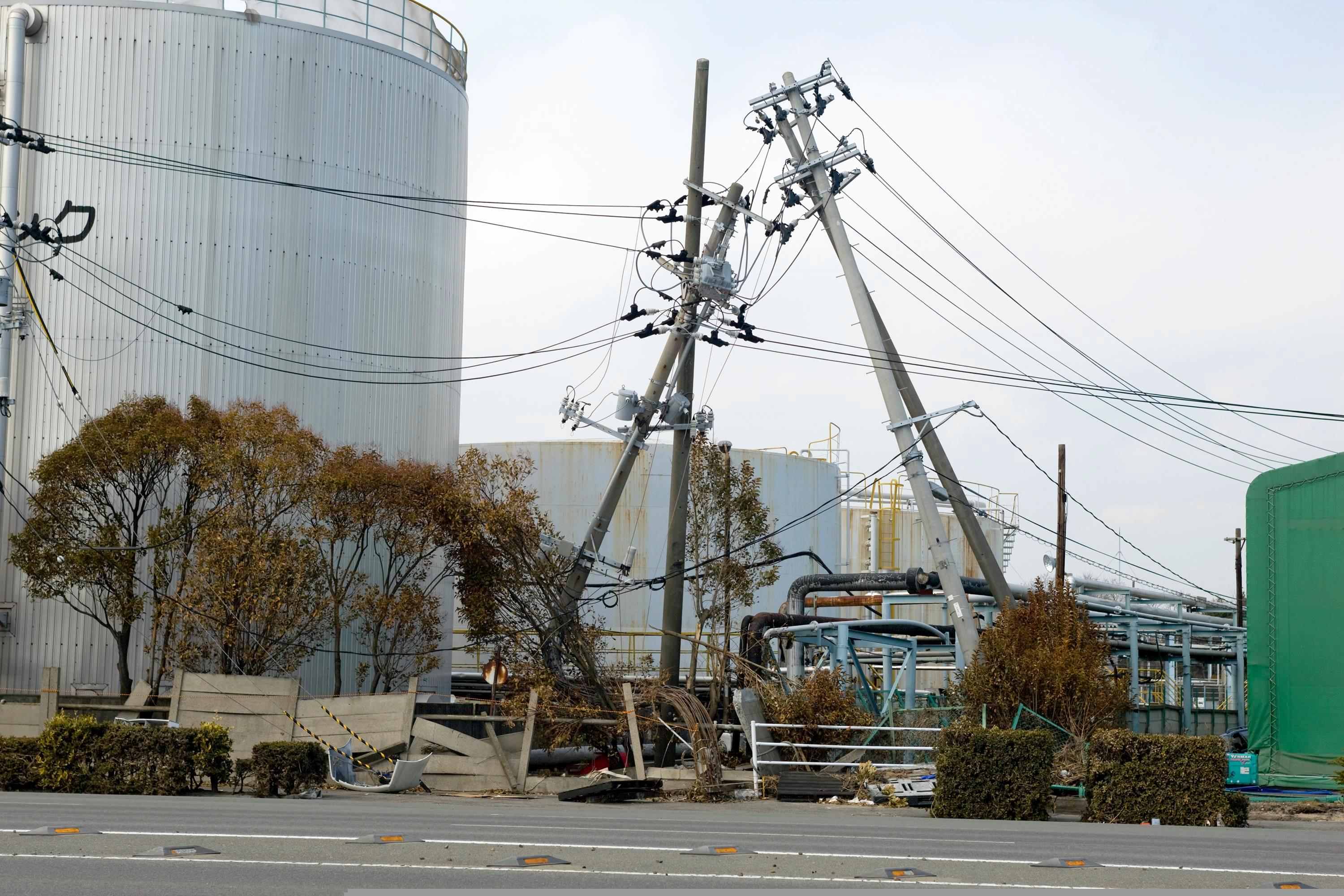
小名浜にて、東日本大震災で電柱が大きく傾き、電線が垂れ下がった光景。

銚子市（犬吠埼）と金華山の中間に位置する。小名浜を含むいわき市の海岸部は、温暖な気候でサーフィンに適する海岸もある。大型の魚市場のほか、展望台のある臨海公園や美空ひばり所縁の灯台、近隣に温泉街と観光資源を抱えることから「東北の湘南」とも称され、「湘南台」「葉山」という地名が不動産デベロッパーの開発地区に付けられている。
浜通り最南端（栃木県の那須岳より南）に位置することから、関東地方、特に茨城県との関係が強く、関東地方から小名浜に来る観光客や、小名浜から関東地方に行く旅客も多い。水戸市をはじめとする茨城県との関係が大きいことから、観光ガイドでは南隣の北茨城市の観光地と並んで挙げられることもある。
また、小名浜港1・2号埠頭（いわき小名浜みなとオアシス・アクアマリンパーク）の観光客数は年間約250万人と、福島県第1位の観光客数を誇る。
天気予報では、小名浜にかつて測候所があった（現在は無人化されている）ため、浜通りの代表として小名浜が出されることが多い。いわき市は面積が広いため、風速・気温などが予報と大きく異なる地域が出る。

## 経済・産業

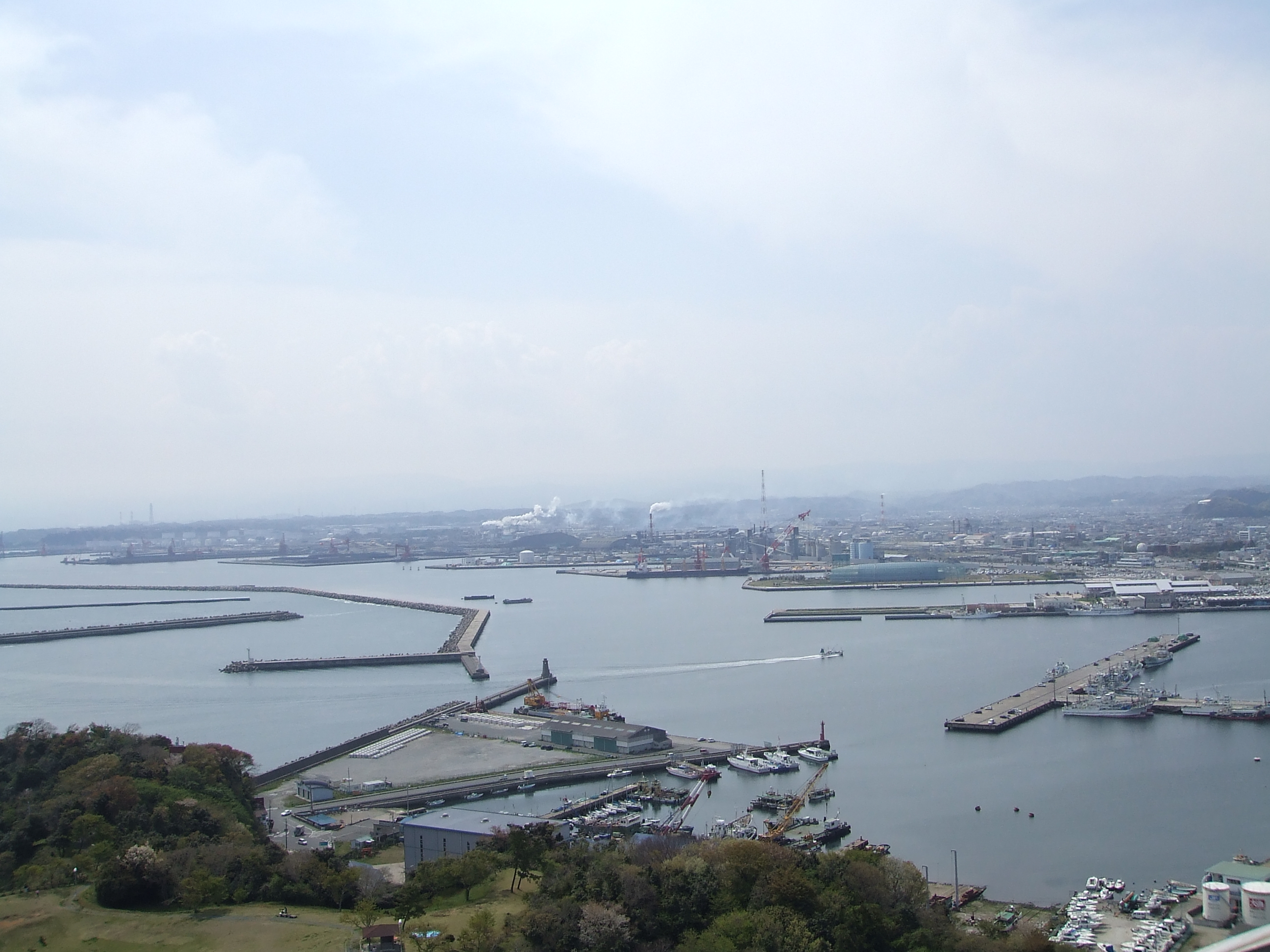
いわきマリンタワーより小名浜港を望む

もともと港町として栄えてきた歴史から、現代でも漁業は主力産業の一角である。
また、小名浜港の周辺には臨海工業地帯が形成されており、その規模や流通網は東北地方でも随一の規模となっている。
このため現在も、港町で工業の中枢たる小名浜は、いわき市南半分の中心地となっており、城下町で行政・文教の中枢たる平と二極をなしている（湯本、勿来・植田などは中心といえる規模に達していない）。ただしこれは、泉駅方面や、郊外型店舗の進出が目覚ましい旧鹿島村域を含めてのことである。
小名浜（旧・泉町地域を含む）に立地する工場については、いわき市#いわき市に工場・拠点を置く主な企業の項目を参照。

## 交通

### 鉄道
- JR東日本常磐線：泉駅 - 最寄り駅。小名浜市街地へはバス利用。
- 福島臨海鉄道（貨物線）：小名浜駅

### バス

#### 路線バス
- 新常磐交通 - いわき中央営業所が担当する。路線の詳細は当該記事を参照。
  - 泉駅 - 小名浜車庫 - 江名 - 灯台入口 - いわき駅
  - いわき駅 - 鹿島 - 小名浜 - 小名浜車庫
  - いわき駅 - 湯本東口 - 玉川団地 - 小名浜車庫
  - 小名浜車庫 - 江名 - 塩屋埼 - いわき駅

#### 高速バス
- いわき号（小名浜線）
  - 東京駅 - 小名浜 - いわき小名浜 - 2008年3月31日まで運行。「いわき小名浜」停留所は「小名浜車庫」停留所と同位置。
  - 東京駅 - 小名浜 - アクアマリンパーク - 2011年3月まで運行。
  - 東京駅 - 小名浜 - 小名浜バスターミナル

高速バス「いわき号」小名浜線は、東日本大震災の影響で運休していたが、イオンモールいわき小名浜そばにバスターミナルが竣工したため、2018年6月15日に起終点を同バスターミナルに変更して運行再開した。しかし2020年4月11日より、新型コロナウイルス感染症の影響により再度運休。

### 道路
- 常磐自動車道（いわき湯本IC、いわき小名浜IC、いわき勿来IC）
- 国道6号
- 国道289号
- 小名浜臨海道路（小名浜マリンブリッジ）
- 小名浜道路

### 港湾
- 重要港湾小名浜港 - 一部が海の駅・いわき小名浜みなとオアシスに認定されている。
小名浜港の南西側には火力発電所が立地し、関東と南東北への電力供給源ともなっている。勿来発電所では夜になると大きな塔がイルミネーションされる。

## 教育

### 高等学校
- 福島県立小名浜海星高等学校
- いわき秀英高等学校（中高併設校）

### 中学校
- いわき市立小名浜第一中学校
- いわき市立小名浜第二中学校
- いわき市立泉中学校
- いわき市立江名中学校
- いわき市立玉川中学校
- いわき秀英中学校（中高併設校）

### 小学校
- いわき市立小名浜第一小学校
- いわき市立小名浜第二小学校
- いわき市立小名浜第三小学校
- いわき市立泉小学校
- いわき市立渡辺小学校
- いわき市立江名小学校
- いわき市立永崎小学校
- いわき市立鹿島小学校
- いわき市立小名浜東小学校
- いわき市立小名浜西小学校
- いわき市立泉北小学校

## 観光・娯楽施設
- いわき小名浜みなとオアシス
- いわき・ら・ら・ミュウ
- アクアマリンふくしま
- アクアマリンパーク
- いわきサンマリーナ
- いわきマリンタワー
- いわきデイクルーズ
- イオンモールいわき小名浜
- 神白温泉
その他、いわき市内の観光地として、塩屋埼灯台（美空ひばりの歌「みだれ髪 」で知られる。旧平市域）、いわき湯本温泉・スパリゾートハワイアンズ（旧常磐市域）、勿来関（旧勿来市域）などが著名である。

## 小名浜地区が登場する作品
- たんけんぼくのまち#舞台となった都市 - 1988年度放送分の舞台となった。